# كارل أوين دونبار
كارل أوين دونبار (بالإنجليزية: Carl Owen Dunbar)‏ هو إحاثي وجيولوجي أمريكي، ولد في 1891 في مقاطعة تشيروكي في الولايات المتحدة، وتوفي في 7 أبريل 1979 في ديوندن في الولايات المتحدة.